# Torneo de Doha 2018
El Qatar ExxonMobil Open 2018 fue un evento de tenis de la ATP World Tour 250 serie, se disputó en Doha, Catar en el Khalifa International Tennis Complex desde el 1 hasta el 6 de enero de 2018.

## Distribución de puntos
| Modalidad            | Campeón | Finalista | Semifinales | Cuartos de final | 2ª ronda | 1ª ronda | Clasificados | 2ª ronda de clasificación | 1ª ronda de clasificación |
| Individual masculino | 250     | 165       | 100         | 50               | 25       | 0        | 13           | 7                         | 0                         |
| Dobles masculino     | 250     | 150       | 90          | 45               | 20       | 0        | -            | -                         | -                         |

## Cabezas de serie

### Individuales masculino
| Tenista           | Ranking | Preclasificado |
| Dominic Thiem     | 5       | 1              |
| Pablo Carreño     | 10      | 2              |
| Tomáš Berdych     | 19      | 3              |
| Albert Ramos      | 23      | 4              |
| Richard Gasquet   | 31      | 5              |
| Filip Krajinović  | 34      | 6              |
| Fernando Verdasco | 35      | 7              |
| Feliciano López   | 36      | 8              |

- Ranking del 25 de diciembre de 2017.[2]

### Dobles masculino
| Tenista                      | Ranking | Preclasificado |
| Jamie Murray Bruno Soares    | 19      | 1              |
| Oliver Marach Mate Pavić     | 36      | 2              |
| Feliciano López Rajeev Ram   | 46      | 3              |
| Ivan Dodig Fernando Verdasco | 71      | 4              |

## Campeones

### Individual masculino
Gaël Monfils venció a  Andréi Rubliov por 6-2, 6-3

### Dobles masculino
Oliver Marach /  Mate Pavić vencieron a  Jamie Murray /  Bruno Soares por 6-2, 7-6(8-6)